# Beáta Siti
Beáta Siti (Nagykanizsa, 23 de setembro de 1973) é uma ex-handebolista profissional e treinadora hungara, medalhista olímpica.
Beáta Siti fez parte dos elencos medalha de prata, em Sydney 2000 e bronze em Atlanta 1996.